# Oxydia fulcata
Oxydia fulcata är en fjärilsart som beskrevs av William Schaus 1898. Oxydia fulcata ingår i släktet Oxydia och familjen mätare. Inga underarter finns listade i Catalogue of Life.